# Mount Rabot
Mount Rabot ist ein 3335 m hoher Berg in der antarktischen Ross Dependency. Er ragt rund 5 km südöstlich des Mount Lecointe in der Queen Elizabeth Range des Transantarktischen Gebirges auf. 
Teilnehmer der Nimrod-Expedition (1907–1909) unter der Leitung des britischen Polarforschers Ernest Shackleton entdeckten ihn. Benannt ist der Berg nach dem französischen Geographen und Glaziologen Charles Rabot (1856–1944).